# Derbi RAN

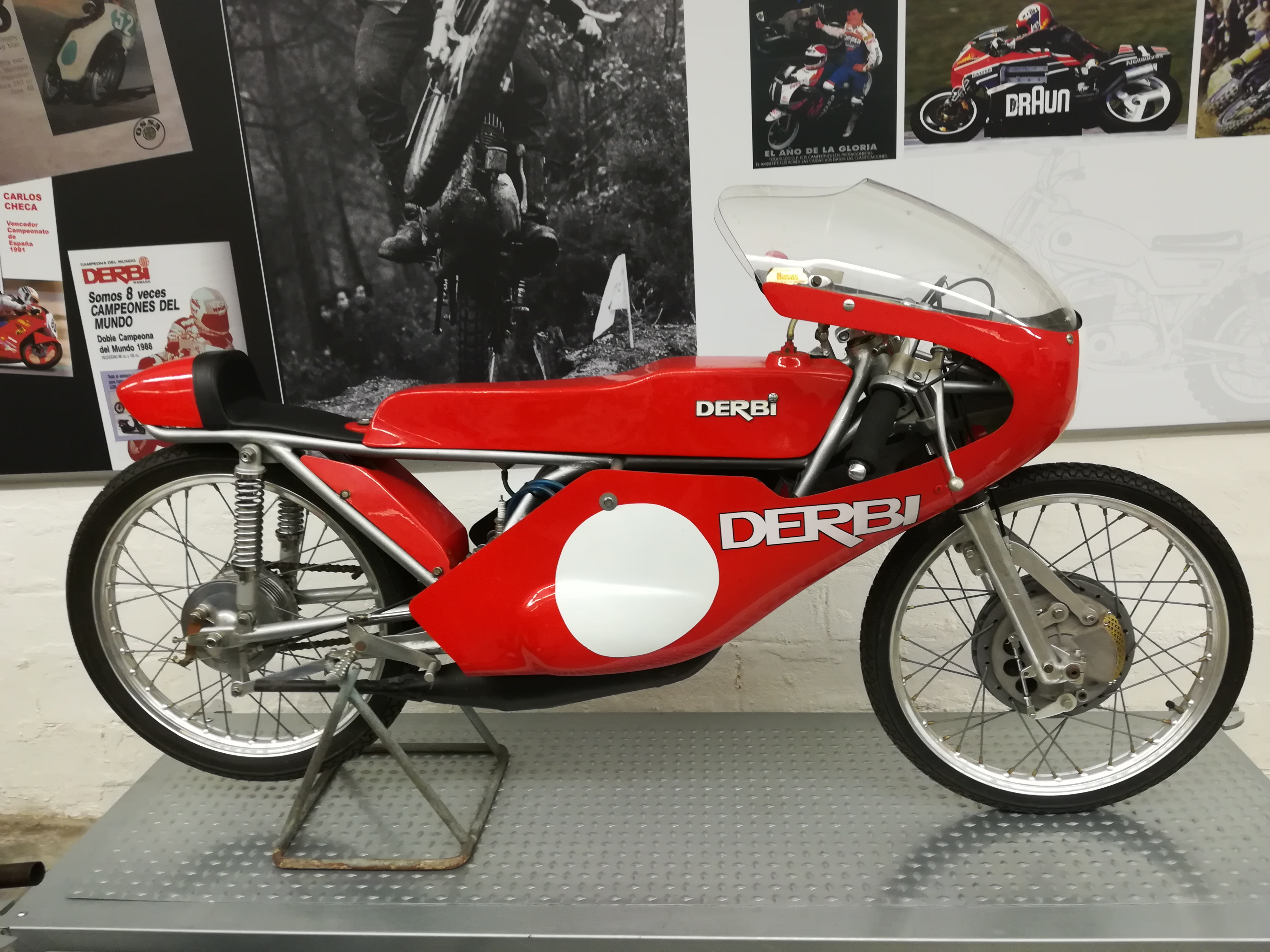
Derbi RAN

La Derbi Réplica Ángel Nieto, también conocida como Derbi RAN, fue una motocicleta de carreras-cliente fabricada en 1972 por la marca española Derbi, derivada de los éxitos obtenidos por el piloto Ángel Nieto en el Campeonato del Mundo de Velocidad. Esta moto representó un paso importante para Derbi en el desarrollo de motocicletas de competición, permitiendo a pilotos privados acceder a una máquina competitiva con características similares a las utilizadas por el equipo oficial.

## Antecedentes y desarrollo
La historia de la Derbi Réplica Ángel Nieto se remonta a la Derbi 49 Carreras-Cliente, una motocicleta basada en el motor de la Derbi Antorcha, que fue equipada con una caja de cambios de cinco velocidades. Esta moto debutó en el Campeonato del Mundo de Velocidad en 1962, con el piloto Josep María Busquets a los mandos, marcando el primer paso de la marca hacia la competición internacional.
La Derbi 49 Carreras-Cliente se convirtió rápidamente en un icono dentro de la marca, al ser utilizada tanto por el equipo oficial como por pilotos privados. Su motor, que generaba 12 CV a 12.000 revoluciones por minuto y alcanzaba una velocidad máxima de 150 km/h, permitió a numerosos pilotos europeos participar en competiciones de alto nivel.
Entre 1964 y 1968, Derbi continuó mejorando su programa de competición, con la llegada del piloto Ángel Nieto al equipo oficial en 1964. Nieto comenzó a destacar rápidamente, logrando la cuarta posición en el Mundial de 50 cc en 1967 y 1968, y consiguiendo su primera victoria en 1969. A partir de ahí, inició un periodo de dominio, ganando el Campeonato del Mundo en las categorías de 50 cc y 125 cc en 1971 y repitiendo la hazaña en 1972.

## Derbi Réplica Ángel Nieto
Tras los éxitos de Ángel Nieto en 1972, Derbi decidió lanzar una nueva motocicleta de carreras-cliente basada en la moto oficial utilizada durante esa temporada. Esta moto fue bautizada como Derbi Réplica Ángel Nieto o Derbi RAN, y se presentó como una versión adaptada para la venta a pilotos privados, con la intención de democratizar el acceso a motocicletas de competición.
A diferencia del modelo oficial, la Nieto Réplica prescindía de la refrigeración por agua, aunque mantenía características técnicas avanzadas como la válvula rotativa para la carburación, junto con un carburador IRZ de 26 mm. El motor entregaba 15,5 CV y una velocidad punta de 165 km/h a 15.000 revoluciones por minuto, con la posibilidad de alcanzar 17 CV en versiones especialmente preparadas. La caja de cambios contaba con seis velocidades, y la moto estaba equipada con un carenado aerodinámico de fibra de vidrio.
Una de las particularidades más notables de la Derbi Nieto Réplica fue su método de comercialización. Derbi llegó a un acuerdo con la Real Federación de Motociclismo Española para poner a disposición de los pilotos federados unas 50 unidades a un precio competitivo. Esto permitió que jóvenes promesas del motociclismo en España pudieran acceder a una moto de competición de alto rendimiento, en un momento en que el motociclismo español vivía un auge gracias a los éxitos de Ángel Nieto.

#### Producción y legado
La Derbi Nieto Réplica representó un hito en la historia del motociclismo español, ya que permitió a muchos pilotos acceder a una motocicleta de alto rendimiento sin necesidad de pertenecer a un equipo oficial. Con una producción limitada y exclusiva, esta moto se convirtió en un símbolo del auge del motociclismo en España durante los años 70, impulsado por el ejemplo de Ángel Nieto, quien inspiró a toda una generación de pilotos a seguir sus pasos en las competiciones internacionales.